# Ulises Jaimes Huerta
Ulises Ignacio Jaimes Huerta (Lázaro Cárdenas, Michoacán, 20 de abril de 1996, Lázaro Cárdenas, Michoacán, México) es un futbolista mexicano, juega como delantero y su actual equipo es el Club Atlético La Paz de la Liga de Expansión MX.

## Trayectoria

### Inicios
Ulises inició su carrera en el mundo del fútbol a la edad de cuatro años cuando en su ciudad natal  Lázaro Cárdenas, jugó con el equipo de Chivas, para después pasar a otro equipo llamado Lagartos.
A la edad de 11 años el equipo de Monarcas Morelia, hablo con el y con sus padres para que Ulises pudiera estar en las fuerzas básicas del equipo michoacano.

### Monarcas Morelia
Su primer partido como jugador de Monarcas Morelia fue el 8 de febrero de 2014, esto en un partido que terminó en empate a cero goles en la categoría Sub-20. Su debut como jugador en el primer equipo de Monarcas fue el 30 de julio de 2014 en un partido de la Copa MX entre Monarcas y Necaxa el cual terminó en un empate a un gol.

### Coras de Tepic
El 15 de diciembre de 2016, se da a conocer que pasa en forma de préstamo de Monarcas a Coras de Tepic.
Su debut con el equipo Nayarita fue el 7 de enero de 2017, en un partido correspondiente a la primera jornada del Clausura 2017 del Ascenso MX, en el cual pudo anotar su primer gol como profesional.

### Club Atlético Zacatepec
El 8 de junio de 2017, se confirma su préstamo de 1 año,  de Monarcas a Club Atlético Zacatepec. Su primer partido con el club fue el 15 de agosto de 2017, en la derrota 1-0 de su equipo ante el Cruz Azul correspondiente a la Jornada 4 de la Copa MX.

### Loros de Colima
El 21 de junio de 2018, mediante las redes sociales del club Loros de Colima, se da a conocer que será parte de su plantilla para la temporada 2018-19. Su primer partido con el club fue el 25 de agosto de 2018 en la victoria de Loros 5-2 ante el Club Universidad Autónoma de Chihuahua como partido correspondiente a la Jornada 1 del torneo de liga.

### Alacranes de Durango
Para la temporada 2018-19 de la Serie A de México, se une a las filas de los Alacranes de Durango Su primer partido con el club fue ante los Coras de Nayarit, iniciando como titular y jugando todo el partido correspondiente a la Jornada 16 del torneo de liga.

### CD Tepatitlán de Morelos
Para la temporada 2019-20 de la Serie A de México, es presentado como nuevo jugador del CD Tepatitlán de Morelos. Jugó su primer encuentro con el club el 17 de agosto de 2019 ante los Murciélagos en la primera jornada de la temporada, siendo titular y saliendo de cambio al minuto 76.

### Mazorqueros FC
Para la temporada 2021-22 se convierte en nuevo jugador del Mazorqueros FC.

## Selección nacional
Ulises ha sido parte de la selección de México en la categría sub-17.
Fue convocado para jugar el Mundial Sub-17 del 2013, en donde logró disputar 5 partidos, logrando anotar 2 goles, aunque México cayó en la final ante Nigeria.

### Participaciones en fases finales
| Torneo                              | Categoría | Sede    | Resultado    | Partidos | Goles |
| ----------------------------------- | --------- | ------- | ------------ | -------- | ----- |
| Campeonato de la Concacaf de 2013   | Sub-17    | Panamá  | Campeón      | 3        | 2     |
| Copa Mundial 2013                   | Sub-17    | EAU     | Subcampeón   | 6        | 2     |
| Torneo Esperanzas de Toulon de 2016 | Sub-23    | Francia | Primera Fase | 2        | 0     |

## Estadísticas

### Clubes
Actualizado el 8 de noviembre de 2024.
| Monarcas Morelia · México        | 1.ª                 | 2014-15             | 0   | 0  | 4  | 0 | - | - | 4   | 0  |
| Monarcas Morelia · México        | 1.ª                 | 2015-16             | 0   | 0  | 2  | 0 | - | - | 2   | 0  |
| Monarcas Morelia · México        | 1.ª                 | 2016                | 0   | 0  | 1  | 0 | - | - | 1   | 0  |
| Monarcas Morelia · México        | Total               | Total               | 0   | 0  | 7  | 0 | 0 | 0 | 7   | 0  |
| Coras de Tepic · México          | 2.ª                 | C-2017              | 13  | 2  | 2  | 0 | - | - | 15  | 2  |
| Coras de Tepic · México          | Total               | Total               | 13  | 2  | 2  | 0 | 0 | 0 | 15  | 2  |
| C. A. Zacatepec · México         | 2.ª                 | A-2017              | 2   | 0  | 1  | 0 | 0 | 0 | 3   | 0  |
| C. A. Zacatepec · México         | Total               | Total               | 2   | 0  | 1  | 0 | 0 | 0 | 3   | 0  |
| Monarcas Premier · México        | 3.ª                 | C-2018              | 16  | 8  | 0  | 0 | 0 | 0 | 16  | 8  |
| Monarcas Premier · México        | Total               | Total               | 16  | 8  | 0  | 0 | 0 | 0 | 16  | 8  |
| Loros de Colima · México         | 3.ª                 | 2018-19             | 8   | 0  | -  | - | - | - | 8   | 0  |
| Loros de Colima · México         | Total               | Total               | 8   | 0  | 0  | 0 | 0 | 0 | 8   | 0  |
| Alacranes de Durango · México    | 3.ª                 | 2018-19             | 13  | 5  | -  | - | - | - | 13  | 5  |
| Alacranes de Durango · México    | Total               | Total               | 13  | 5  | 0  | 0 | 0 | 0 | 13  | 5  |
| Tepatitlán de Morelos · México   | 3.ª                 | 2019-20             | 22  | 10 | -  | - | - | - | 22  | 10 |
| Tepatitlán de Morelos · México   | Total               | Total               | 22  | 10 | 0  | 0 | 0 | 0 | 22  | 10 |
| Mazorqueros F. C. · México       | 3.ª                 | 2021-22             | 32  | 14 | -  | - | - | - | 32  | 14 |
| Mazorqueros F. C. · México       | Total               | Total               | 32  | 14 | 0  | 0 | 0 | 0 | 32  | 14 |
| C. A. La Paz · México            | 2.ª                 | 2022-23             | 31  | 6  | -  | - | - | - | 31  | 6  |
| C. A. La Paz · México            | 2.ª                 | 2023-24             | 35  | 11 | -  | - | - | - | 35  | 11 |
| C. A. La Paz · México            | 2.ª                 | 2024-25             | 14  | 3  | -  | - | - | - | 14  | 3  |
| C. A. La Paz · México            | Total               | Total               | 80  | 20 | 0  | 0 | 0 | 0 | 80  | 20 |
| Total en su carrera              | Total en su carrera | Total en su carrera | 186 | 59 | 10 | 0 | 0 | 0 | 196 | 59 |
| (1) Incluye datos de la Copa MX. |                     |                     |     |    |    |   |   |   |     |    |

## Palmarés

### Campeonatos nacionales
| Título  | Club           | País   | Año  |
| ------- | -------------- | ------ | ---- |
| Serie A | Mazorqueros FC | México | 2022 |